# Sandra Nasic
Sandra Nasić född 25 maj 1976 i Göttingen i  Västtyskland, är en tysk sångare. Hon var vokalist i hårdrocksgruppen Guano Apes mellan åren 1994 och 2005 då gruppen splittrades och har sedan dess arbetat på sin solodebut. Hennes CD The Signal, släpptes hösten 2007. Gruppen Guano Apes återförenades 2009 och 2011 kom albumet Bel Air.

## Diskografi (urval)
Album med Guano Apes
- Proud Like a God (1997)
- Don't Give Me Names (2000)
- Walking on a Thin Line (2003)
- Live (livealbum, 2003)
- Planet of the Apes: Best of Guano Apes (samlingsalbum, 2004)
- Lost (T)apes (samlingsalbum, 2006)
- Bel Air (2011)
- Offline (2014)

Soloalbum (studio)
- The Signal (2007)